# Julius Raab
Julius Raab (Sankt Pölten, 29 novembre 1891 – Vienna, 8 gennaio 1964) è stato un politico austriaco.

## Biografia
Partecipò alla prima guerra mondiale come tenente dell’esercito austro-ungarico e alla fine della grande guerra, tra il 31 ottobre e il 3 novembre 1918, pur avendo avuto l’ordine di far saltare tutti i ponti di Portogruaro nel corso della ritirata, su supplica della popolazione locale risparmiò quello più antico, ovvero il ponte di Sant’Andrea sul Lèmene (dal testo di una lapide commemorativa nel comune di Portogruaro).  Al termine della guerra si laureò a Vienna in ingegneria, poi entrò a far parte del Partito Cristiano-Sociale. Nel 1927 fu eletto al Nationalrat. Nel febbraio 1938 entrò nel governo di Kurt Alois von Schuschnigg come ministro del Commercio e delle Comunicazioni, ma decadde al momento dell'Anschluss. Per tutto il periodo della seconda guerra mondiale si dedicò all'attività professionale.
Al termine della guerra rientrò in politica e fu uno dei fondatori del Partito Popolare Austriaco, di cui successivamente fu anche leader. Ricoprì la carica di Cancelliere dal 1953 al 1961. 
Raab morì l'8 gennaio 1964 a Vienna.